# ایگور کواشا
ایگور ولادیمیروویچ کواشا (روسی: Игорь Владимирович Кваша؛ ‏ ۴ فوریهٔ ۱۹۳۳ – ۳۰ اوت ۲۰۱۲) بازیگر، کارگردان فیلم و مجری اهل اتحاد جماهیر شوروی بود.
از فیلم‌ها یا برنامه‌های تلویزیونی که وی در آن نقش داشته‌است، می‌توان به سالی به درازای زندگی، مرشد و مارگاریتا، گذرنامه اشاره کرد.
وی همچنین برندهٔ جوایزی همچون نشان دوستی و هنرمند مردمی جمهوری شوروی فدراتیو سوسیالیستی روسیه شده‌است.